# Equirria
Equirria, též Equrria, Ecurria,  „koňský běh“ byly ve starověkém Římě závody koňských spřežení konané 27. února a 14. března na počest Marta. Druhý z dostihů postupně splynul se svátkem Mamuralia. Závody se konaly na Martově poli, pokud bylo zaplaveno tak na Mons Caelius.
Podle starého římského kalendáře byly první z Equirrií konány na nový rok a existence dvou totožný slavností je snad způsobena zdvojením po přesunutí úředního nového roku po 153 př. n. l. Podle Tertulliana zavedl svátek sám Romulus na počest svého božského otce, žádný ze starších autorů nic takového však nezmiňuje. Je možné že dostihy byly rituální očistou koní před nastávající válečnou sezónou.
Podle byzantského učence Ióanna Lyda působícího v 6. století a jeho díla De mensibus „O měsících“ se účastníci dělili na tři „kmeny“:
- albati – „bílí“, zasvěceni Jovovi
- russati - „červení“, zasvěcení Martovi
- virides - „zelení“, zasvěcení Veneře

Podle Jaana Puhvela odpovídají barvy a božstva třem společenským vrstvám podle trojfunkční hypotézy: kněžím, válečníkům a prostému lidu, a přirovnává tento dostih k staroindickému závodu vádžapéja, ke kterému měli přistup bráhmani, kšatrijové i vaišjové.